# Impedância elétrica
Impedância elétrica ou simplesmente impedância (quando, em domínio de circuitos ou sistemas elétricos, não houver possibilidade de confusão com outras possíveis acepções de impedância), é a oposição que um circuito elétrico faz à passagem de corrente elétrica quando é submetido a uma tensão. Pode ser definida como a relação entre o valor eficaz da diferença de potencial entre dois pontos do circuito em consideração e o valor eficaz da corrente elétrica resultante no circuito.

## Introdução
De uma maneira mais simples, impedância é a carga resistiva total de um circuito CA (Corrente alternada), ou seja, quando um determinado componente cria uma resistência e gasta energia em forma de calor, tem-se o Efeito Joule, isso chamado de resistência e, se o componente não gasta energia em forma de calor, temos a reatância, então, quando estão presentes a resistência e a reatância, chamamos de impedância.
   A impedância não é um fasor, mas é expressa como um número complexo, possuindo uma parte real equivalente à resistência R e uma parte imaginária dada pela reatância X. A impedância é, também, expressa em ohms e designada pelo símbolo Z, que indica a oposição total que um circuito oferece ao fluxo de uma corrente elétrica variável no tempo.

## Formulação Matemática
As equações dos circuitos com capacitores e indutores são sempre
equações diferenciais.
No entanto, como essas equações são lineares, as suas transformadas de
Laplace serão sempre equações algébricas em função de um parâmetro {\displaystyle s}
com unidades de frequência.
Será muito mais fácil encontrar a equação do circuito em função do
parâmetro {\displaystyle s} e a seguir podemos calcular a transformada de Laplace
inversa se quisermos saber como é a equação diferencial em função do
tempo {\displaystyle t}. A equação do circuito, no domínio da frequência {\displaystyle s}, é
obtida calculando as transformadas de Laplace da tensão em cada um
dos elementos do circuito.
Se admitirmos que o circuito encontra-se inicialmente num estado de
equilíbrio estável e que o sinal de entrada só aparece em {\displaystyle t=0}, temos
que:
{\displaystyle \lim _{t\rightarrow 0^{-}}V(t)=\lim _{t\rightarrow 0^{-}}V_{e}(t)=0}
Assim, as transformadas de Laplace de {\displaystyle V_{e}'} e {\displaystyle V'} são
{\displaystyle s\,{\tilde {V}}_{e}(s)} e {\displaystyle s\,{\tilde {V}}(s)}, onde {\displaystyle {\tilde {V}}_{e}} e
{\displaystyle {\tilde {V}}} são as transformadas dos sinais de entrada e saída.
Como
as derivadas dos sinais também são inicialmente nulas, as transformadas
de {\displaystyle V_{e}''} e {\displaystyle V''} são {\displaystyle s^{2}\,{\tilde {V}}_{e}(s)} e {\displaystyle s^{2}\,{\tilde {V}}(s)}.
Numa resistência a lei de Ohm define a relação entre os sinais da
tensão e da corrente:
{\displaystyle V(t)=R\,I(t)}
aplicando a transformada de Laplace nos dois lados da equação obtemos:
{\displaystyle {\tilde {V}}=R\,{\tilde {I}}}
Num indutor, a relação entre a tensão e a corrente é:
{\displaystyle V(t)=L\,{\dfrac {dI(t)}{dt}}}
Como estamos a admitir que em {\displaystyle t<0} a tensão e a corrente são nulas, usando
a propriedade da transformada de Laplace da derivada obtemos a equação:
{\displaystyle {\tilde {V}}=L\,s\,{\tilde {I}}}
que é semelhante à lei de Ohm para as resistências,
excepto que em vez de {\displaystyle R} temos uma função {\displaystyle Z(s)} que depende da
frequência:
{\displaystyle Z(s)=L\,s}
Num capacitor, a diferença de potencial é diretamente proporcional à
carga acumulada:
{\displaystyle V(t)={\frac {Q(t)}{C}}}
Como estamos a admitir que em {\displaystyle t<0} não existem cargas nem correntes,
então a carga acumulada no instante {\displaystyle t} será igual ao integral da
corrente, desde {\displaystyle t=0} até o instante t:
{\displaystyle V(t)={\frac {1}{C}}\int _{0}^{t}I(u)du}
e usando a propriedade da transformada de Laplace do integral,
obtemos:
{\displaystyle {\tilde {V}}={\frac {\tilde {I}}{s\,C}}}
Mais uma vez, obtivemos uma relação semelhante à lei de Ohm, mas em vez
do valor da resistência {\displaystyle R} temos uma função que depende da frequência:
{\displaystyle Z(s)={\frac {1}{s\,C}}}
Resumindo, no domínio da frequência, as resistências, indutores e
condensadores verificam todos uma lei de Ohm generalizada:
{\displaystyle {\tilde {V}}(s)=Z(s)\,{\tilde {I}}(s)}
Onde a função {\displaystyle Z(s)} denomina-se impedância generalizada e é dada pela seguinte expressão:
{\displaystyle Z=\left\{{\begin{array}{ll}R&{\text{, nos resistores}}\\L\,s&{\text{, nos indutores}}\\{\dfrac {1}{C\,s}}&{\text{, nos capacitores}}\end{array}}\right.}
É de salientar que os indutores produzem uma maior impedância para
sinais com frequências {\displaystyle s} maiores, os capacitores apresentam
maior impedância quando o sinal tiver menor frequência e nas
resistências a impedância é constante, independentemente da frequência.

## Associações de impedâncias
Duas resistências em série

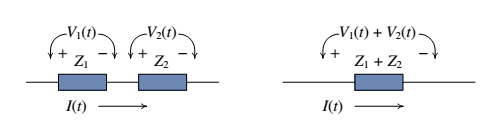
Associação de impedâncias em série e sistema equivalente

são equivalentes a uma única resistência com valor igual à soma das
resistências. Nessa demonstração, o fato de que além da corrente nas duas resistências em série dever ser igual, a
diferença de potencial total é igual à soma das diferenças de
potencial em cada resistência e em cada resistência verifica-se a lei
de Ohm.
Os mesmos 3 fatos são válidos no caso de dois dispositivos em série
(resistências, indutores ou condensadores) onde se verifique a lei de Ohm generalizada.
Assim, podemos
generalizar as mesmas regras de combinação de resistências em série ao caso de condensadores e indutores, como ilustra a figura
ao lado. Nomeadamente, quando dois dispositivos
são ligados em série, o sistema pode ser substituído por um único
dispositivo com impedância igual à soma das impedâncias dos dois
dispositivos:
| {\displaystyle Z{\text{série}}=Z_{1}+Z_{2}} |

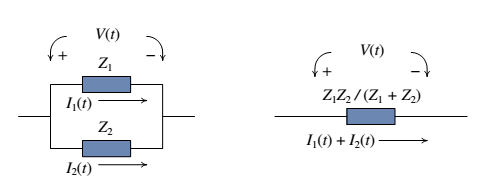
Associação de impedâncias em paralelo e sistema equivalente

Se os dois dispositivos estiverem ligados em paralelo, como no caso da
figura ao lado, em qualquer instante a
diferença de potencial será a mesma nos dois dispositivos e a corrente
total no sistema será a soma das correntes nos dois
dispositivos. Isso, junto com a lei de Ohm generalizada , permite-nos
concluir que o sistema pode ser substituído por um único dispositivo
com impedância:
| {\displaystyle Z{\text{paralelo}}=Z_{1}\parallel Z_{2}={\frac {Z_{1}Z_{2}}{Z_{1}+Z_{2}}}} |